# بلو لاغون (إيسلندا)

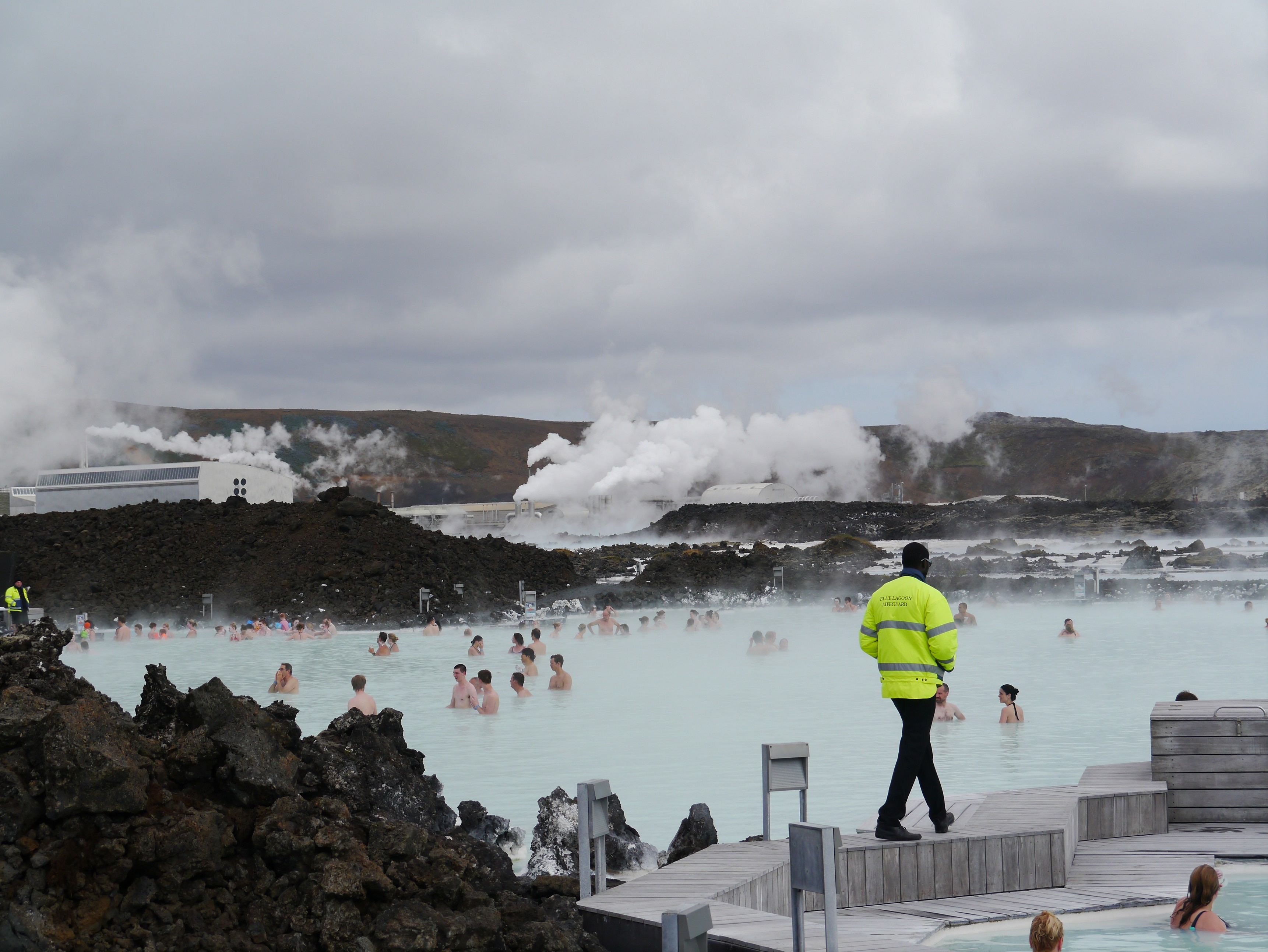
منظر عام لبحيرة بلو لاجون.

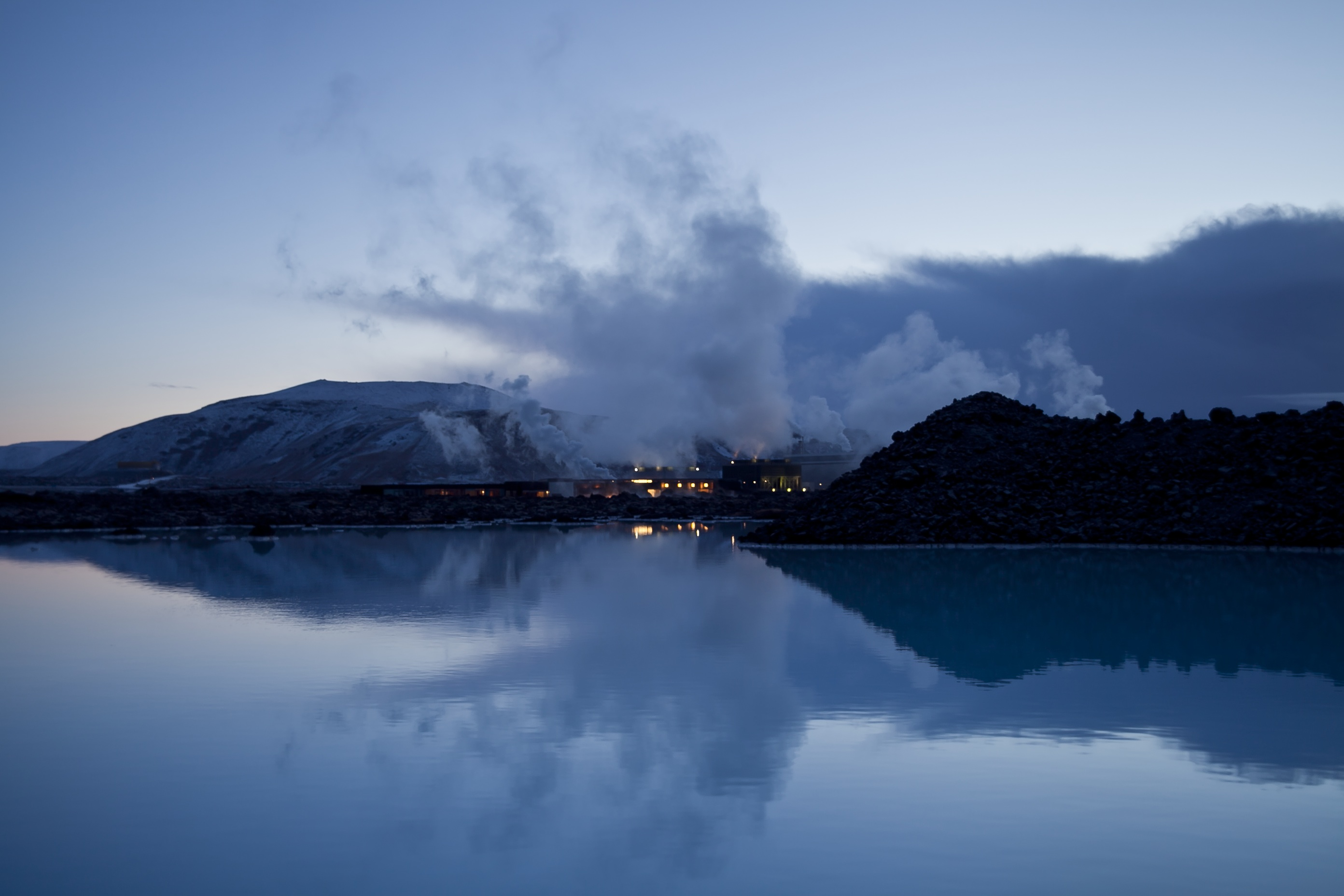
بحيرة بلو لاغون كما تبدو في المساء

بلو لاغون (بالإنجليزية: Blue Lagoon ، وبالإيسلندية: Bláa lónið) هي بحيرة طبيعية ساخنة في آيسلندا يزورها أناس كثيرون راغبون في الاستجمام الصحي وسياح كثيرون ليتمتعون بما حولها من مناطق طبيعية خلابة. كما إنها للاستجمام الصحي حيث يقوم أطباء بعلاج المرضى بالعلاج الطبيعي، والرعاية الصحية النفسية والألعاب الجسمانية. تقع بحيرة بلو لاغون الصحية الطبيعية في حقل حمم بركانية باردة في «غريندافيك» على شبه جزيرة «ريكيانيس» في جنوب إيسلندا. وتبعد المصحة الطبيعية بلو لاغون Bláa lónið نحو 20 كيلومتر عن مطار كيفلافيك الدولي ونحو 39 كيلومتر من العاصمة ريكيافيك. أي يمكن الوصول إليها بالسيارة خلال 20 دقيقة من كيفلافيك أو نحو 50 دقيقة من ريكيافيك.

## تاريخها
في عام 1976 أنشئ الحمام الساخن في مكان تصريف مياه محطة حرارة أرضية التي بنيت هناك لتوليد الكهرباء. وفي عام 1981 بدأ الناس يأتون إلى البحيرة والسباحة وقضاء أوقات الأجازات على شواطئها، خصوصا وإن أنباء شاعت عن مفعول مياهها الدفيئة الحسن على الصحة.
وفي عام 1992 أسست شركة بلو لاغون وفتحت أبوابها للزائرين.

## وصفها

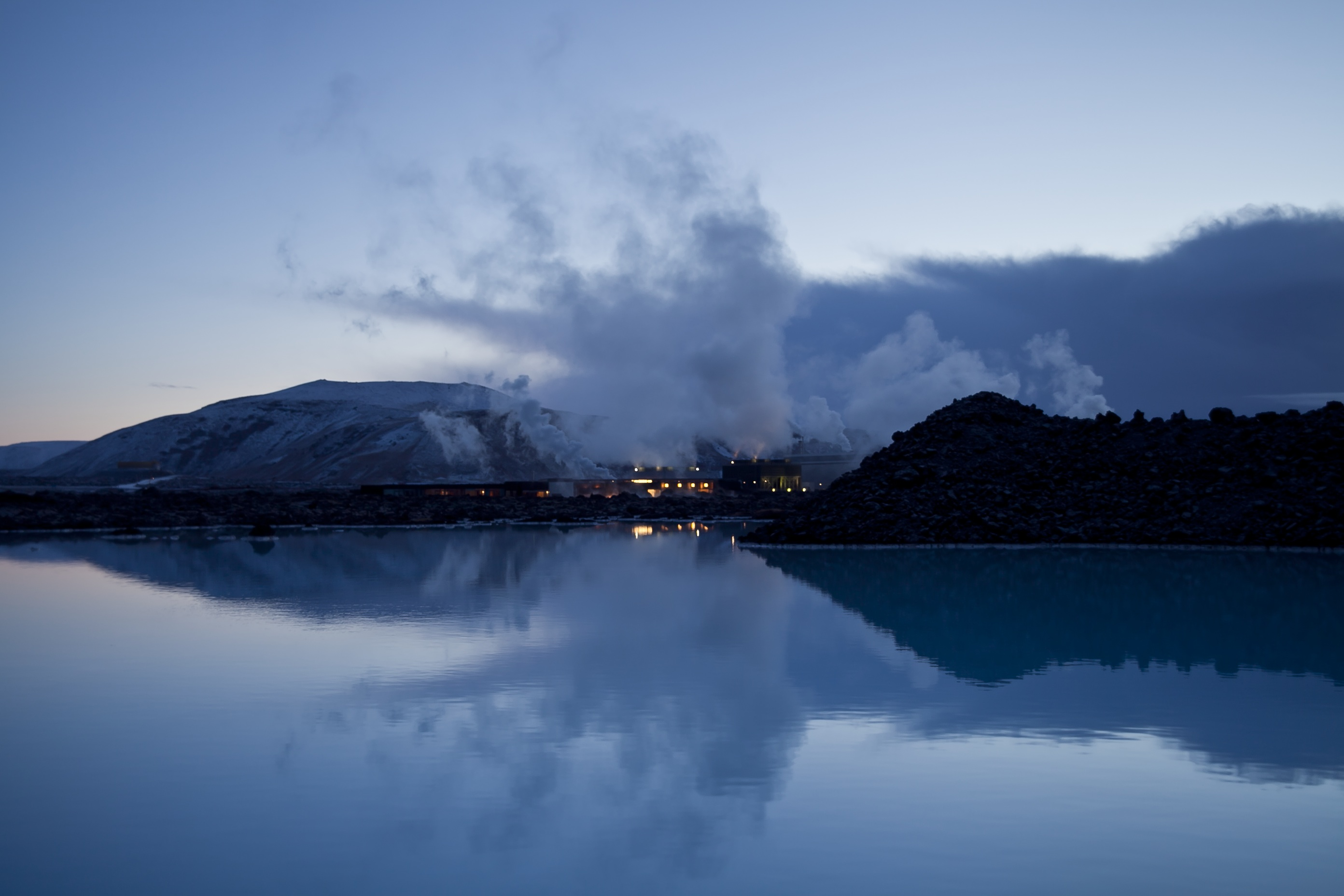
Bláa lónið أو بلو لاغون في المساء.

مياه البحيرة ساخنة وغنية بمعادن السيليكا والكبريت وأملاح أخرى، وقد شاع بين الناس أن مياه البلو لاغون تعالج الأمراض الجلدية، مثل الصدفية.
تبلغ درجة حرارة الماء في البحيرة بين 37 إلى 39 درجة مئوية. كما يعمل فريق أطباء في المصحة التابعة لها على علاجات للأمراض الجلد المختلفة، وابتكار طرق جديدة لاستغلال المياه المعدنية الموجودة في البحيرة لعلاج الأمراض.
نشأت البحيرة من صنع الإنسان وتغذيها محطة كهرباء بالحرارة الأرضية وهي محطة «سفارتسنجي باور بلانت» وتتجدد المياه في البحيرة كل يومين. يستخرج ماء ساخن جدا من باطن الأرض حيث يتلامس مع حمم بركانية تحت الأرض وينتج من هذا الماء الساخن جدا بخار. وبعد تعلية ضغط بخار الماء يمرر في أنابيب لتشغيل توربين بخاري وبإدارته يدير مولد كهربائي فيولد الكهرباء. بعد مرور البخار الساخن جدا وتحت ضغط عال في التوربين يمر على مبادل حراري لاستغلال الحرارة الفائضة لتسخين شبكة مياه منطقة عمرانية قريبة، وجزء منها يغذي بلو لاغون للأغراض الصحية والعلاجات الطبية.
وقد أصدرت وزارة الصحة الإيسلندية تعليمات دقيقة عن الطهارة الجسمانية التي يلتزم زوار مصحة بلو لاغون باتباعها قبل النزول إلى مياه البحيرة.
تأتي المواد المعدنية الموجودة في مياه البحيرة من طبقات جيولوجية أرضية ويعلو هذا الماء الساخن تحت ضغط 2و1 ميجا باسكال ودرجة حرارة من باطن الأرض تبلغ 240 درجة مئوية إلى السطح، وهذا هو الماء الذي تستغله محطة الكهرباء لتوليد الطاقة الكهربائية.
نظرا لزيادة ملوحة المياه فلا يعاد تدويره ويلقى في مكان قريب، ويمر خلال حقل حمم بركانية مسامي ويختلف في سمكه بين 50 سنتيمتر و 1 متر. وما يعلق في الماء من مركبات السيليكات تسبب إبيضاضه مع شيء من اللون الأزرق الخفيف. تترسب بعض أملاح المعادن الموجودة في الماء وتتخلل الأرض إلى باطنها، وفي بعض المناطق يكون طبقة غير نفاذة للماء، مما يلزم معه حفر أبار جديدة لتغذية محطة الكهرباء بالماء الآتي من حقل اللابة.
ويوجد بالقرب من البحيرة مركز بحوث علمية صغير يعمل على دراسة ترسيبات البحيرة وسرعة الترسيبات حيث أنها تحدد زمن استغلال المياه الساخنة لتوليد الكهرباء. فهي العوامل التي تحدد اقتصادية إنتاج الكهرباء ومدى استغلالها الزمني وكذلك تأثيرها على البيئة.
ظهرت مصحة بلو لاغون في عدة أفلام مثل سلسلة «ذا أمازينغ رايس»، الموسم السادس.

## صور إضافية

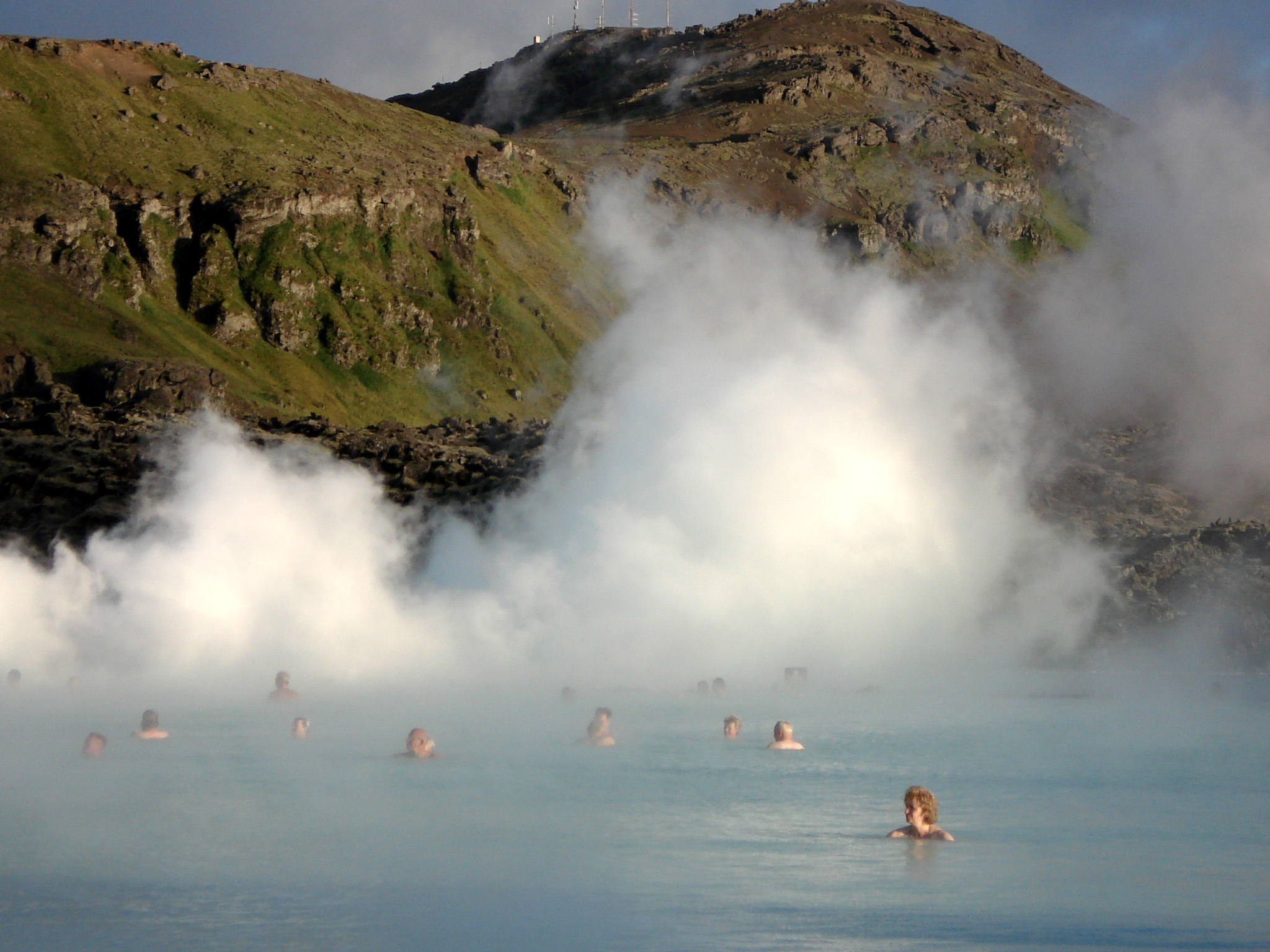
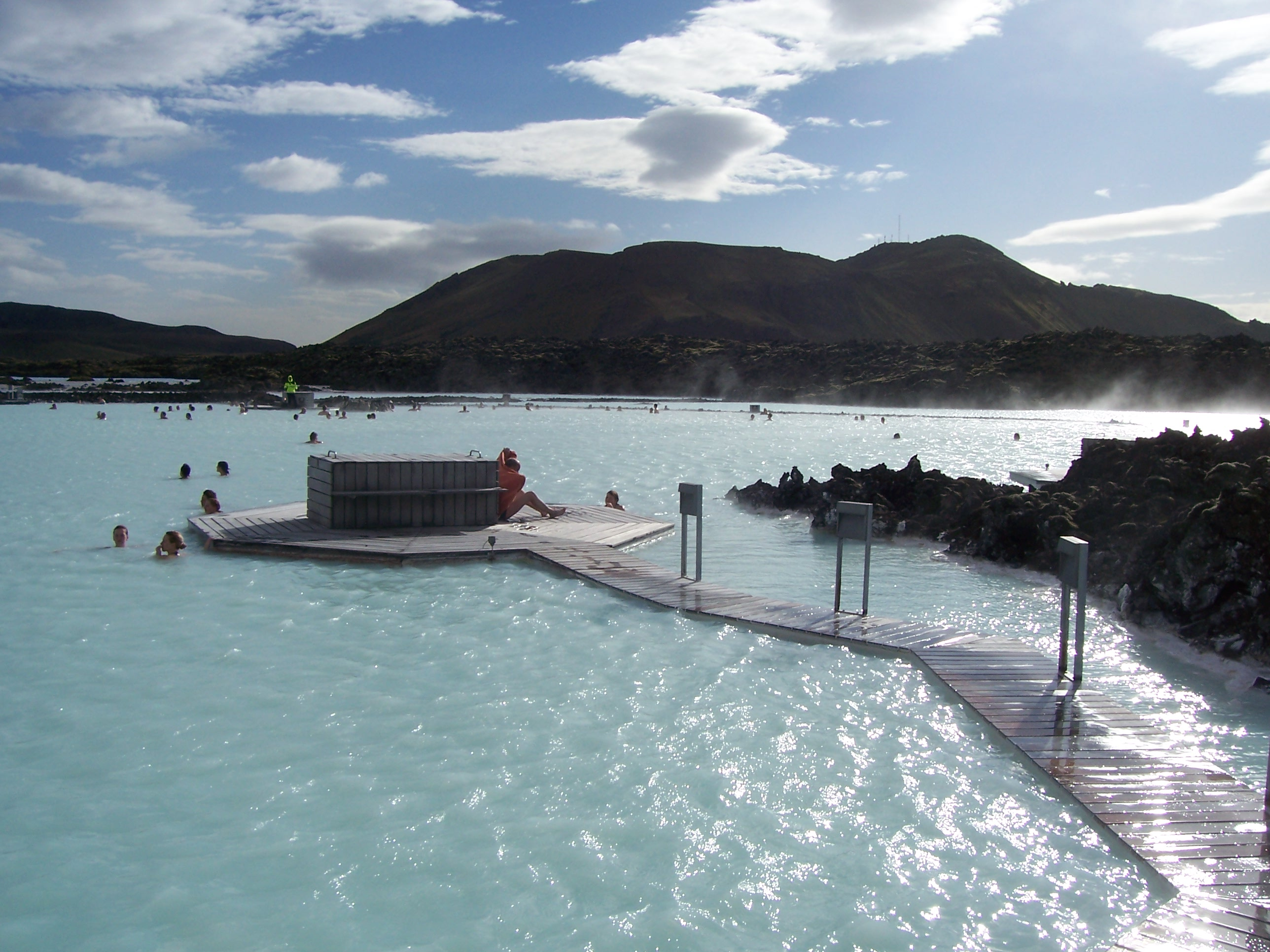
سطح بحيرة بلو لاغون ما يبدو
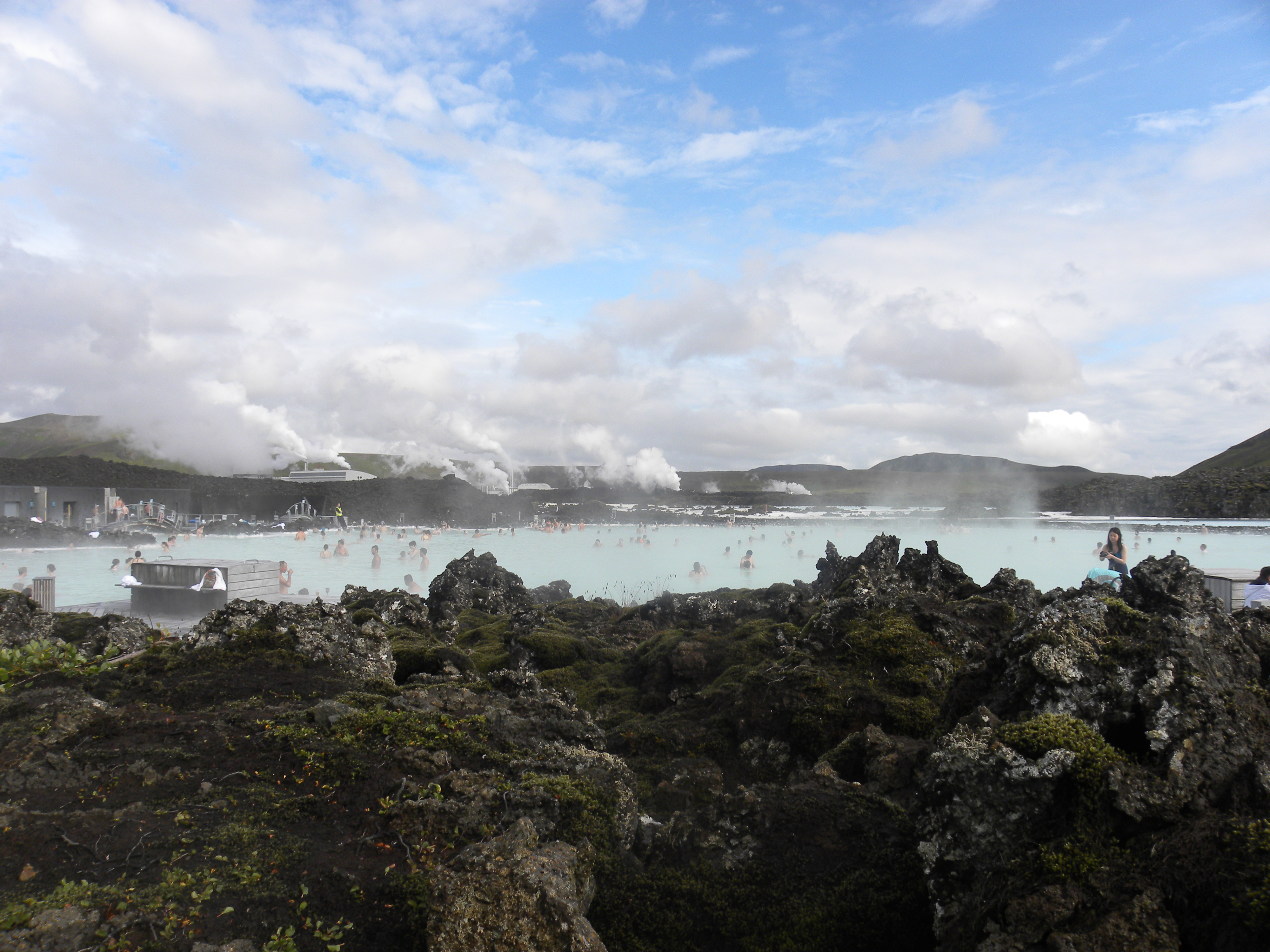
صخور بركانية سوداء حول بحيرة بلو لاغون

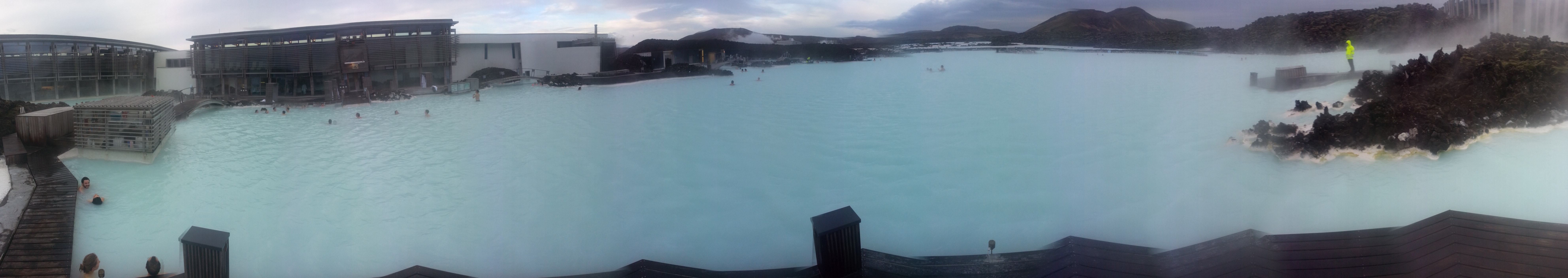
بانوراما

## اقرأ أيضا
- شلال غولفوس
- مطار كيفلافيك الدولي
- إيسلندا
- سخان (طبيعة)